# لور هوت
{{Infobox settlement|name=Lower Hutt|native_name=Awakairangi (Māori)|image_skyline=Lower_Hutt_City_within_Wellington_Region.png|imagesize=200px|latd=41|longd=174|latm=13|latNS=S|longm=55|longEW=E|population_total=102900
لور هوت (مائوری: Awakairangi) یک شهرستان در منطقه ولینگتون از شمال جزیره نیوزیلند است. لور هوت با جمعیت ۱۰۳٬۴۰۰ هفتمین شهر پرجمعیت نیوزیلند است. این شهر با مساحت ۳۷۷ کیلومتر مربع در حدود کمتر از نیمی از دره هوت و سواحل شرقی بندر ولینگتون را تشکیل داده‌است.